# La tarea
La tarea és una pel·lícula mexicana dirigida per Jaime Humberto Hermosillo i estrenada en 1991. La pel·lícula fou seleccionada per representar Mèxic a l'Oscar a la millor pel·lícula de parla no anglesa als Premis Oscar de 1991, però finalment no fou nominada.

## Sinopsi
Virginia (María Rojo) pren una classe de filmació i convida a Marcelo (José Alonso) per filmar la seva trobada després de quatre anys sense veure's, tot això amb la intenció de complir amb la seva tasca escolar.

## Repartiment
- José Alonso - Marcelo / Pepe
- María Rojo - Virginia / Maria

## Producció
La pel·lícula va ser produïda per Clasa Films Mundiales. Es va rodar en una sola presa, durant molt de temps l'espectador només veu les cames dels personatges i escolta els diàlegs perquè la càmera estava situada sota la taula. La popularitat de María Rojo va augmentar amb aquesta pel·lícula i la va recolzar en el seu camí per convertir-se en una de les actrius amb més èxit i popularitat a Mèxic. En la seva aparició demostra que té un erotisme especial, encara que no és una bellesa clàssica. El 1992 es va rodar una seqüela d'aquesta pel·lícula amb La tarea prohibida, que no va tenir el mateix èxit.

## Premis i reconeixements
- Nominació al Ariel de Plata al Millor actor amb José Alonso.
- Guanyadora de l'Esment especial al 17è Festival Internacional de Cinema de Moscou per Jaime Humberto Hermosillo.[5]
- Premi Caribdis de Plata al Taormina Film Fest de 1991 per Jaime Humberto Hermosillo.[6]